# Tóc đuôi ngựa

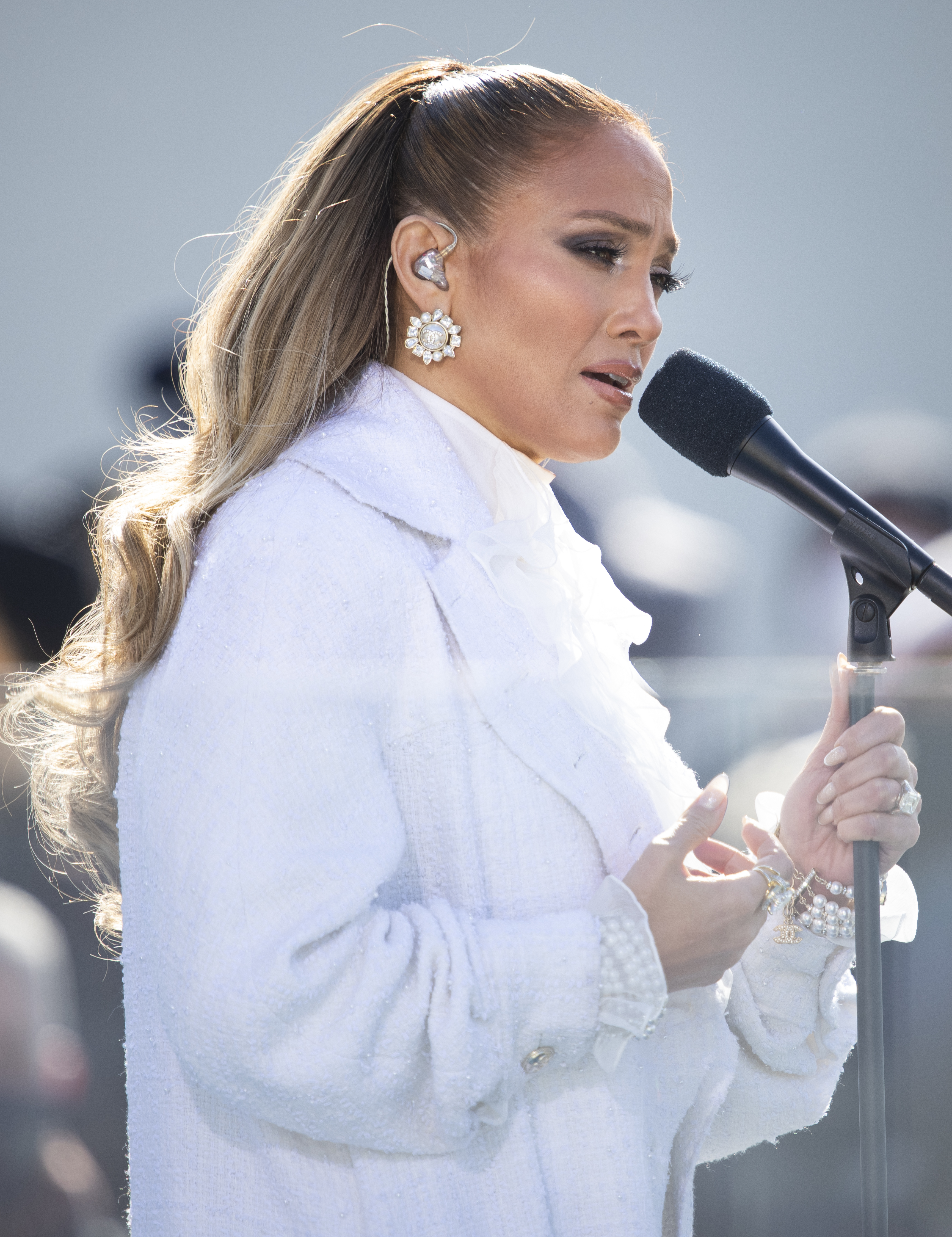
Jennifer Lopez với kiểu tóc đuôi ngựa

Tóc đuôi ngựa là một kiểu tóc trong đó một phần, hầu hết hoặc tất cả tóc trên đầu được kéo ra khỏi mặt, tập trung và cố định ở phía sau đầu bằng dây buộc tóc, kẹp hoặc phụ kiện tương tự khác và để buông tự do từ điểm đó. Tóc đuôi ngựa có tên gọi như vậy vì nó giống với đuôi của một con ngựa.

Tóc đuôi ngựa thường được buộc ở giữa phía sau đầu hoặc sau gáy, nhưng cũng có thể được buộc ở bên cạnh đầu (đôi khi được coi là kiểu tóc trang trọng) hoặc trên đỉnh đầu. Nếu tóc được chia thành hai phần, chúng được gọi là tóc đuôi ngựa đôi, tóc đuôi sam đôi, tóc bím hoặc tóc cuộn nếu để buông tự do và tóc bím, tóc tết hoặc tóc bện nếu được tết lại.

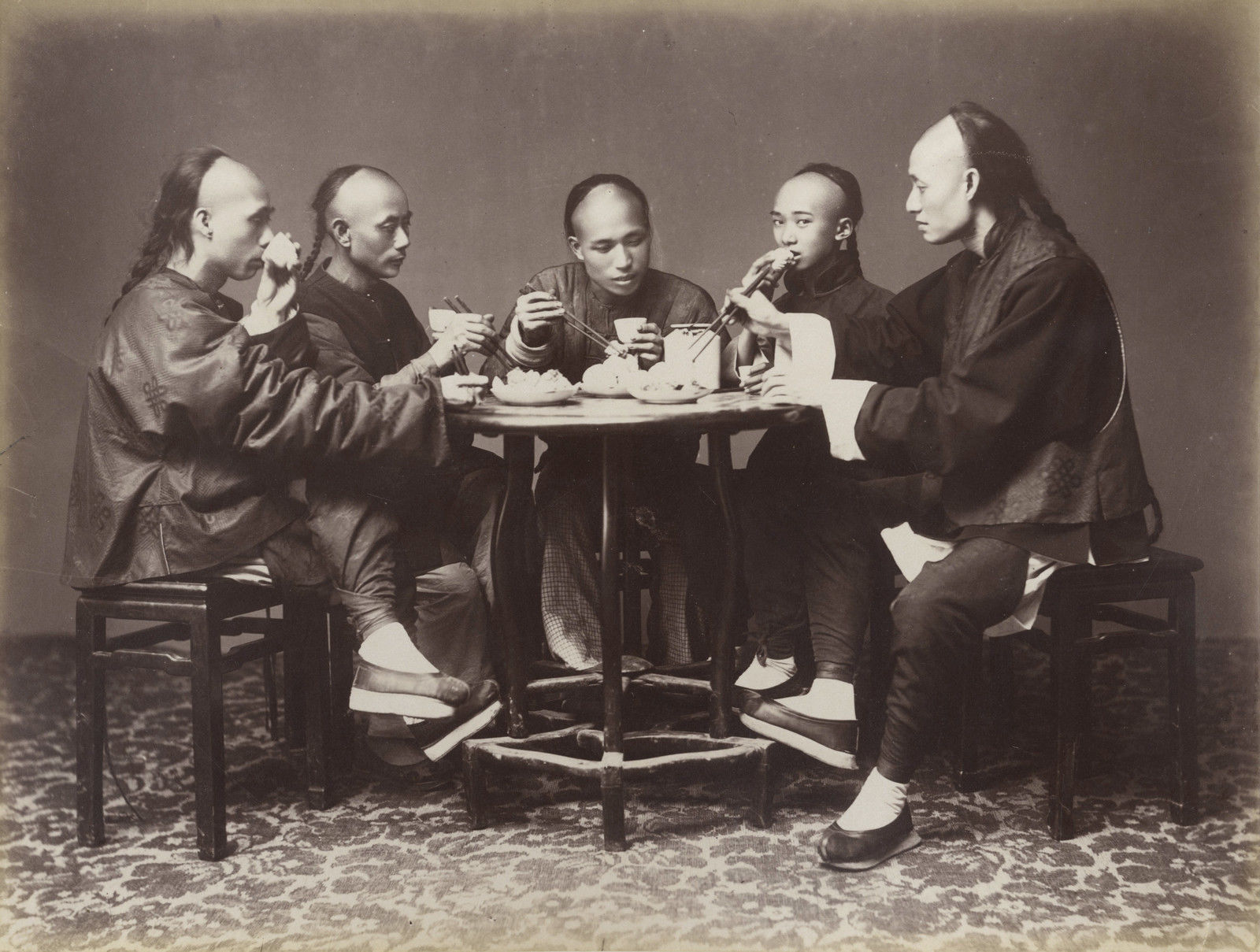
Đàn ông Trung Quốc buộc tóc đuôi ngựa

## Vấn đề sức khỏe
Những người cột tóc đuôi ngựa chặt thường dễ gặp phải tình trạng rụng tóc do lực kéo (traction alopecia). Traction alopecia đã được chứng minh là có liên quan chặt chẽ với các kiểu tóc kéo căng tóc, bao gồm tóc đuôi ngựa, và các kiểu tóc ít căng hơn không liên quan đến tình trạng này. Đôi khi nó có thể gây đau đầu.:761
Ngoài ra, những người cột tóc đuôi ngựa có thể bị đau đầu ngoại biên do căng thẳng từ việc buộc tóc kéo dài thành một búi, kéo căng da đầu. Cơn đau xuất hiện cũng là do tóc đuôi ngựa kéo các dây thần kinh trên da đầu xung quanh mặt, dẫn đến đau đầu nhẹ đến nghiêm trọng hoặc chứng đau nửa đầu.
Việc nới lỏng tóc đuôi ngựa có thể giảm đau và đau đầu, mặc dù mức độ giảm đau khác nhau ở mỗi cá nhân.